# Ngwevu
Ngwevu ("z xhoštiny - šedá lebka") byl rod bazálního sauropodomorfního dinosaura z čeledi Massospondylidae.

## Popis a význam
Fosilie tohoto menšího plazopánvého dinosaura, žijícího v období nejranější spodní jury (stupně hettang až sinemur, asi před 201 až 191 miliony let), byly objeveny na území Jihoafrické republiky. Zkameněliny (holotyp s označením BP/1/4779, kompletní lebka a částečně zachovaná postkraniální kostra) byly objeveny již v roce 1978 v sedimentech souvrství Elliot, teprve v roce 2019 však byla rozeznána jejich odlišná taxonomická identita (do té doby byly považovány za fosilie příbuzného rodu Massospondylus). Formálně byl tento nový rod popsán v srpnu roku 2019.